# Juan Vidal
Juan Vidal (ur. w Santo Domingo) – dominikański aktor telewizyjny i model.

## Filmografia

### Filmy fabularne
- 2008: Mea Culpa jako Guillermo
- 2004: Desnudos jako Roberto

### Telenowele
- 2007: Osaczona (Acorralada) jako Enrique, Kike Díaz
- 2006: Las Dos caras de Ana jako Cristóbal
- 2006: Decyzje (Decisiones) jako Charlie
- 2001: Tak jak w kinie (Como en el cine) jako Federico